# الدوري الأمريكي لكرة السلة للمحترفين 2002–03
الدوري الأمريكي لكرة السلة للمحترفين 2002–03 (بالإنجليزية: 2002–03 NBA season)‏ هو موسم من إن بي أي. أقيم خلال الفترة 29 أكتوبر 2002 وحتى 15 يونيو 2003، وأشرف على تنظيمه إن بي أي، وكان عدد الأندية المشاركة فيه 29، وفاز فيه سان أنطونيو سبرز.